# Dino Oliosi
Dino Oliosi (Rolo, 14 aprile 1916 – Viver, 22 luglio 1938) è stato un militare e aviatore italiano, decorato di Medaglia d'oro al valor militare alla memoria nel corso della guerra civile spagnola.

## Biografia
Nacque a Rolo, provincia di Reggio Emilia, il 14 aprile 1916.
Trasferitosi sin da ragazzo con la famiglia a Fiume vi compì gli studi medi presso il locale Istituto industriale. Nell’aprile 1936 fu ammesso, a domanda, per concorso nella Regia Aeronautica quale allievi ufficiale di complemento. Assegnato alla 2ª Zona Aerea Territoriale (Z.A.T.) a Padova, nel mese di maggio venne trasferito presso l'aeroporto di Mondovì e in giugno mandato su quello di Pisa. Nominato pilota d'aeroplano alla fine del mese di agosto, fu inviato alla Scuola di pilotaggio dove conseguì il brevetto di pilota militare su apparecchio Fiat C.R.20 il 9 aprile 1937. In quella stessa data fu promosso sottotenente pilota, destinato al 52º Stormo Caccia Terrestre di stanza sull'aeroporto di Ghedi. Trattenuto in servizio attivo il 24 maggio 1938 fu assegnato all'Aviazione Legionaria e mandato a combattere nella guerra di Spagna assegnato al XXIII Gruppo "Asso di Bastoni". Cadde in combattimento il 22 luglio 1938 a Viver, e venne insignito della medaglia d'oro al valor militare alla memoria.

### Fonti
1. 1 2 3 4 5 6 7  Combattenti Liberazione.
2. 1 2  Gruppo Medaglie d'Oro al Valor Militare 1965, p. 323.
3. 1 2  Ufficio Storico dell'Aeronautica Militare 1969, p. 106.
4. ↑  Medaglie d'oro al valor militare sul sito della Presidenza della Repubblica